# Eliška Švikruhová
Eliška Švikruhová (* 6. Oktober 1986) ist eine slowakische Biathletin.
Eliška Švikruhová startete 2003 in Kościelisko, 2004 in Haute-Maurienne, 2005 in Kontiolahti, 2006 in Presque Isle und 2007 in Martell bei Junioren-Weltmeisterschaften. Der größte Erfolg war der Gewinn der Bronzemedaille mit der Staffel im Jahr 2004. In Kontiolahti wurde sie Fünfte im Einzel, Elfte im Sprint und Zehnte in der Verfolgung. 2006 in Langdorf und 2007 in Bansko trat sie zudem bei Junioren-Europameisterschaften an. Bestes Ergebnis war ein achter Rang im Einzel von Bansko. Zwischen 2003 und 2006 startete die Slowakin im Junioren-Europacup, bestes Ergebnis war 2006 ein vierter Platz in der Verfolgung von Gurnige.
Ihr Debüt im Biathlon-Weltcup gab Švikruhová 2007 in Oslo am Holmenkollen (87. im Sprint). Ihr bislang bestes Einzelergebnis war 2008 Platz 54 im Sprint von Oberhof. Mit der Staffel konnte sie in Ruhpolding Zehnte werden und erreichte damit ihr erstes Top-Ten-Ergebnis. Ihre besten Ergebnisse in Biathlon-Europacup-Rennen waren 2007 zwei zweite Plätze in Sprint und Verfolgung von Bansko hinter Pawlina Filipowa. 2008 nahm Švikruhová in Östersund an ihrer ersten Weltmeisterschaft teil. Im Einzel belegte sie Platz 67, im Sprint Rang 67 und mit der Staffel wurde sie Neunte.

## Biathlon-Weltcup-Platzierungen
Die Tabelle zeigt alle Platzierungen (je nach Austragungsjahr einschließlich Olympische Spiele und Weltmeisterschaften).
- 1.–3. Platz: Anzahl der Podiumsplatzierungen
- Top 10: Anzahl der Platzierungen unter den ersten zehn (einschließlich Podium)
- Punkteränge: Anzahl der Platzierungen innerhalb der Punkteränge (einschließlich Podium und Top 10)
- Starts: Anzahl gelaufener Rennen in der jeweiligen Disziplin

| Platzierung                           | Einzel | Sprint | Verfolgung | Massenstart | Staffel | Gesamt |
| ------------------------------------- | ------ | ------ | ---------- | ----------- | ------- | ------ |
| 1. Platz                              |        |        |            |             |         |        |
| 2. Platz                              |        |        |            |             |         |        |
| 3. Platz                              |        |        |            |             |         |        |
| Top 10                                |        |        |            |             | 2       | 2      |
| Punkteränge                           |        |        |            |             | 3       | 3      |
| Starts                                | 1      | 5      | 1          |             | 3       | 10     |
| Stand: nach Ende der Saison 2008/2009 |        |        |            |             |         |        |